# Bluebird (노래)
〈Bluebird〉는 미국의 싱어송라이터 라나 델 레이의 노래로, 2025년 4월 18일 인터스코프 레코드와 폴리도르 레코드를 통해 발매되었다. 이 곡은 그녀의 열 번째 정규 앨범에서 두 번째 싱글로 발표되었다.

## 배경
델 레이는 〈Henry, Come On〉에 이어 예정된 새 앨범의 두 번째 싱글로 〈Bluebird〉를 발표했다. 이 곡은 루크 레어드와 공동 작곡되었으며, 레어드와 드루 에릭슨이 공동 프로듀싱을 맡았다. 핑거피킹으로 연주되는 편곡이 특징으로, 아메리카나와 컨트리 요소에 대한 그녀의 지속적인 관심을 반영한다. 해당 앨범은 이전에 《Lasso》와 《The Right Person Will Stay》로 언급된 바 있으나, 최종 제목과 발매일은 공식적으로 확정되지 않았다. 그녀는 2024년 코첼라 헤드라이너로 출연한 데 이어, 4월 말 스테이지코치 페스티벌에서도 공연할 예정이다.

## 구성
〈Bluebird〉는 핑거피킹으로 연주되는 소박한 발라드로, 어쿠스틱 기타와 하모니카를 활용해 라나 델 레이의 아메리카나 성향으로의 지속적인 변화와 맥을 같이한다. 《나일론》에 따르면, 거친 질감의 프로덕션은 학대적인 관계 속에 있는 여성의 경험을 담은 감정적으로 격렬한 가사를 더욱 부각시킨다. 이 곡은 절제된 악기 구성으로 주제를 부각시키는 델 레이의 미니멀한 스토리텔링 방식의 연장선에 있다.

## 평가
《피플》지는 〈Bluebird〉를 〈Bluebird〉의 가사와 사운드는 비틀즈의 1968년 곡 〈Blackbird〉와 비교하기도 했으며, 두 곡 모두 새에 관한 이미지를 활용해 자유와 변화의 주제를 전달한다고 평가했다. "Blackbird singing in the dead of night / Take these sunken eyes and learn to see"와 "You were only waiting for this moment to be free" 같은 구절은 유사한 감정적 영역을 공유한다. 또한 〈Henry, Come On〉보다 한층 자신감 있는 진일보라고 평가했으며, 라나 델 레이의 다가오는 앨범의 음악적 방향성을 강하게 암시하는 곡으로 보았다.
《쇼비즈 바이 PS》는 곡의 날것 그대로의 아메리카나와 클래식 컨트리적 영향, 감정적 스토리텔링, 절제된 프로덕션을 높이 평가했다. 학대에서 벗어나는 여성을 상징하는 블루버드의 은유는 강렬하고 친밀하게 다가오며, 델 레이가 대중 팝에서 벗어나 보다 진솔하고 뿌리 있는 사운드로 자연스럽게 전환하고 있음을 강조했다.